# Miodrag Paunović
Miodrag „Miško“ Paunović (* 22. August 1951 in Zadar, Volksrepublik Kroatien, Föderative Volksrepublik Jugoslawien; † 16. Dezember 2020 in Zadar, Kroatien) war ein jugoslawischer Fußballspieler und kroatischer -trainer.

## Spielerkarriere

### Vereine
Paunović, in Zadar geboren und dort Grundschule und Gymnasium besucht, begann schon früh in der Jugendabteilung des örtlichen Vereins NK Zadar mit dem Fußballspielen. Von Tomislav Bašić, Trainer der Ersten Mannschaft, entdeckt, spielte er für diese von 1968 bis 1973, entwickelte sich zu einem der besten Spieler und avancierte im Laufe der Zeit zum besten Torschützen unter den Spielern aller Vereine in der Gegend von Dalmatien, unabhängig von der Kategorie des Wettbewerbs.
Auf sich aufmerksam gemacht, wurde er vom Hauptstadtverein der jugoslawischen Teilrepublik Serbien, OFK Belgrad, unter Vertrag genommen. Fortan kam er vom 1. Juli 1973 bis 31. Dezember 1979 in der 1. Jugoslawischen Liga zum Einsatz – ohne nennenswerten Erfolg; das Zweitrunden-Rückspiel am 7. November 1973 bei der heimischen 1:5-Niederlage gegen Dinamo Tiflis im UEFA-Pokal-Wettbewerb eingeschlossen. Die Rückrunde seiner letzten Saison spielte er bis zum 30. Juni 1980 für den FK Majdanpek aus der gleichnamigen Stadt. Von 1980 bis 1984 spielte er für den FK Napredak Kruševac, die erste Saison noch in der höchsten jugoslawischen Spielklasse, danach in der 2. Jugoslawischen Liga, aus der der Verein erst zur Saison 1988/89 zurückkehren sollte. Nach Zadar zurückgekehrt ließ er seine Spielerkarriere mit der Saison 1984/85 beim NK Zadar ausklingen.

### Nationalmannschaft
Paunović spielte im Jahr 1974 für die Amateurnationalmannschaft Jugoslawiens im Wettbewerb um den UEFA-Amateur-Cup. Am 28. April erreichte seine Mannschaft – nachdem sie sich zuvor im Halbfinale mit 2:1 gegen die Amateurnationalmannschaft Spaniens durchgesetzt hatte – das Finale. Die Begegnung in Rijeka gegen die Amateurnationalmannschaft Deutschlands wurde aufgrund des morastigen Spielfeldes nach Regenschauern nicht ausgetragen und beide Mannschaften zu Siegern erklärt.

## Trainerkarriere
In Zagreb die Trainerlizenz erworben, trainierte er in Zadar zunächst die Jugendmannschaften, aus denen die späteren Spitzenspieler Luka Modrić und Danijel Subašić hervorgegangen sind. Im Laufe der Zeit war er Co- und Cheftrainer der Ersten Mannschaft von NK Zadar, die er am Saisonende 2000/01 in die 1. HNL führte, die dann Stanko Mršić übernahm. Zuletzt war er Leiter der Fußballschule in Arbanasi, einem Stadtteil von Zadar, bevor er an den Folgen der Infektionskrankheit COVID-19 verstarb.